# Albacon
Albacon es una convención de ciencia ficción realizada cada otoño en Albany, la capital del Estado de Nueva York (también llamada Distrito Capital). Esta reunión es una de las más grandes "Con" realizadas al norte de dicho estado, y es organizado por el Latham-Albany-Schenectady-Troy Science Fiction Association (LASTSFA), un grupo de fandom de ciencia ficción local.

## Lista de Albacons
| Año              | Sede                                         | Invitado de honor                                 | Invitado de honor (Arte)          | Invitado de honor (Fanes)                 | Invitado especial                             |
| ---------------- | -------------------------------------------- | ------------------------------------------------- | --------------------------------- | ----------------------------------------- | --------------------------------------------- |
| 1996             | Howard Johnson Conference Center, Albany, NY | Nancy Kress                                       | Jill Bauman                       | Shirley Maiewski                          | Ninguno                                       |
| 1997             | Ramada Inn, Schenectady, NY                  | Melissa Scott                                     | Charles Lang y Wendy Snow-Lang    | Wayne Brown                               | Don't Quit Your Day Job Players               |
| 1998             | Ramada Inn, Schenectady, NY                  | Esther Friesner                                   | Jael                              | Joe Mayhew                                | Don't Quit Your Day Job Players               |
| 1999             | Ramada Inn, Schenectady NY                   | Hal Clement                                       | Vincent Di Fate                   | Seth Breidbart                            | Ninguno                                       |
| 2000             | Ramada Inn, Schenectady NY                   | Glen Cook                                         | Joe DeVito                        | Jan Howard Finder                         | Ninguno                                       |
| 2001             | Ramada Inn, Schenectady NY                   | Larry Niven                                       | Bob Eggleton y Marianne Plumridge | Bonnie Atwood y Ted Atwood                | Ninguno                                       |
| 2002             | Ramada Inn Schenectady, NY                   | Mike Resnick                                      | Tom Kidd                          | Sharon Sbarsky                            | Steve Miller y Sharon Lee                     |
| 2003             | Roaring Brook Ranch Resort, Glens Falls, NY  | Lois McMaster Bujold                              | Allen Koszowski                   | Oz Fontecchio;                            | Leslie Fish, Filker                           |
| 2004             | Crowne Plaza, Albany, NY                     | David Drake                                       | Ninguno                           | David Kyle                                | Ninguno                                       |
| 2005             | Crowne Plaza, Albany, NY                     | Terry Brooks                                      | Rowena                            | Byron Connell y Tina Connell              | Travis Tea                                    |
| 2006             | Crowne Plaza, Albany, NY                     | Peter David                                       | Omar Rayyam                       | Ninguno                                   | Ninguno                                       |
| 2007             | No realizado                                 |                                                   |                                   |                                           |                                               |
| 2008             | Crowne Plaza, Albany, NY                     | Anne McCaffrey (no pudo asistir) y Todd McCaffrey | Barclay Shaw                      | Gary S. Blog                              | Ninguno                                       |
| 2009             | Sovereign Hotel, Albany, NY                  | Elizabeth Hand                                    | Alan Beck                         | D. Cameron Calkins                        | Igor's Egg                                    |
| 2010             | Sovereign Hotel, Albany, NY                  | Allen Steele                                      | Ron Miller                        | Lisa Ashton                               | Ninguno                                       |
| 2011 (Cancelado) | Sovereign Hotel, Albany, NY                  | Jackie Kessler                                    | Stephen Hickman                   | The Wombat y Roberta Rogow (filker)       | Keith DeCandido (medios de comunicación)      |
| 2012             | Albany, NY                                   | Julie E. Czerneda                                 | Jody A. Lee                       | Erwin S. Strauss y Roberta Rogow (filker) | Keith R.A. DeCandido (medios de comunicación) |